# Saint-Élix-Séglan
 Saint-Élix-Séglan  es una población y comuna francesa, en la región de Mediodía-Pirineos, departamento de Alto Garona, en el distrito de Saint-Gaudens y cantón de Aurignac.

## Demografía
| 97 | 91 | 69 | 68 | 59 | 47 |
| Para los censos de 1962 a 1999 la población legal corresponde a la población sin duplicidades (Fuente: INSEE [Consultar]) |    |    |    |    |    |